# Hibat Tabib
Pour les articles homonymes, voir Tabib.
Hibatolah Tabib Ghafari, dit Hibat Tabib est un juge iranien né en 1947 à Dezfoul (Iran), militant des forces démocratiques à Téhéran. 
Il est le père de l'humoriste, acteur et réalisateur Kheiron, qui a raconté son histoire dans le premier film qu'il a réalisé, Nous trois ou rien, dans lequel il joue lui-même le rôle de son père,.

## Biographie
Contestant l'autorité du shah, il est  emprisonné 7 ans et 4 mois, et soumis à la torture. Il sera libéré en 1979. Il participe alors à la révolution qui porte au pouvoir l'ayatollah Khomeiny, et se présente aux élections en 1980 comme candidat des forces démocratiques,. Mais il doit fuir l'Iran avec sa famille en 1983. Il réussit à rejoindre clandestinement la Turquie où il reste huit mois. Il reçoit un visa pour la France et arrive à Villeurbanne pour quelques mois en novembre 1984 puis se fixe à Stains (Seine-Saint-Denis) .
Il obtient à Jussieu un DEA en relations internationales et connaissance du tiers-monde. Il s’engage dans la vie associative à Stains et dirige en 1992 le centre social Georges-Brassens de Pierrefitte, puis fonde en 2001 l'association de médiation AFPAD ('Association pour la formation, la prévention et l'accès aux droits) dans la même commune. Pour 28 ans d'engagement dans le monde associatif, il est nommé chevalier de la Légion d'honneur et décoré par le président de l'Assemblée nationale, Claude Bartolone, en 2013.

## Distinctions
- Chevalier de la Légion d'honneur (2013).

## Publication
- Hibat Tabib et Nathalie Dolle, Téhéran-Paris : opposant politique en Iran, innovateur social en France, Ivry-sur-Seine, éditions de l'Atelier, 26 octobre 2007, 224 p. (ISBN 978-2-7082-3959-3, lire en ligne).